# 堀田行長
堀田 行長（ほった ゆきなが、生没年不詳）とは、江戸時代の京都の浮世絵師。

## 来歴
師系不明。画風は流光斎如圭風だが、如圭の門人だったかどうかは明らかではない。姓は堀田、名は新平。行長、連山、里席と称す。作画期は享和初めから文化末の頃にかけてで、版本の挿絵や合羽摺の風俗画、役者絵を描いている。

## 作品
- 『小野小町一代記』六巻6冊　読本　※夾撞山人作、享和2年（1802年）刊行
- 『絵本義経八島合戦』二巻　※文化3年（1806年）刊行。下河辺拾水と挿絵を手がける。
- 『絵本婚礼道しるべ』二巻2冊　礼法書　※文化10年（1813年）刊行
- 「久よし・市川団蔵　五右衛門・片岡仁左衛門」　細判合羽摺　※文化元年3月、京都北側芝居『金門五三桐』より
- 「狩野修理之助・嵐吉三郎　娘たまき・藤川友吉」　細判合羽摺　※文化2年正月、北側芝居『けいせい都吉野』より
- 「和州内山永久寺之図」